# Spiritchaser
Albums de Dead Can Dance
Toward the Within
(1994) 1981-1998
(2001)
Spiritchaser est le septième album studio du duo Dead Can Dance. Il est sorti officiellement le 17 juin 1996 sous le numéro de catalogue CAD6008 chez 4AD, pendant la tournée Spiritchaser du groupe.
Le disque semble surtout suivre les ambitions musicales de Brendan Perry : les inspirations et percussions afro-cubaines ou brésiliennes sont très présentes, tandis que l'investissement de Lisa Gerrard, qui venait alors de sortir son premier album solo, semble faible. Paradoxalement, c'est l'album de Dead Can Dance où les voix des deux chanteurs sont les plus mêlées.

## Titres de l'album
1. Nierika  – 5:44
2. Song of the Stars – 10:13
3. Indus – 9:23
4. Song of the Dispossessed – 4:55
5. Dedicacé Outò – 1:14
6. The Snake and the Moon – 6:11
7. Song of the Nile – 8:00
8. Devorzhum – 6:13